# Turgo turbina
Turgo turbina je impulzna vodna turbina namenjena uporabi na vodnih padcih v razponu od 15 do 300 metrov. Izkoristek turgo turbine je okrog 87%, v laboratoriju so dosegli 90%. 
Turbino je razvilo podjetje Gilkes leta 1919 kot modifikacijijo Peltonove turbine. Turgo ima nekatere prednosti: je lažja za izdelavo, ne potrebuje neprodušnega ohišja in zaradi višje specifične hitrosti dopušča večji vodni pretok kot Peltonova turbina istega premera.
Turgo turbine obstajajo v večjih izvedbah, vendar so najbolj popularne v majhnih hidroelektrarnah, kjer je cena ključnega pomena.

## Delovanje
Turgo turbina je impulzna turbina, saj se pri prehodu pritisk vode ne spremeni. S pomočjo šobe je potencialna energija vode pretvorjena v kinetično. Voda z visoko hitrostjo zadane turbino, kar spremeni večino energije v rotacijo turbinskih lopatic in pogonske gredi.
Turbina lahko uporablja eno ali več šob. Hitrost turbine se veča s kvadratnim korenom števila šob (štiri turbine prinesejo dvakratno hitrost v primerjavi z eno turbino)